# Tierschutz-Hundeverordnung
Die im Jahr 2001 aufgrund des § 2a des Tierschutzgesetzes erlassene Tierschutz-Hundeverordnung (TierSchHuV) des Bundeslandwirtschaftsministeriums regelt Mindeststandards für das Halten und Züchten von Hunden. Sie wurde zum 1. Januar 2022 reformiert.

## Inhalt
Die in § 2 TierSchHuV normierten allgemeinen Anforderungen an das Halten von Hunden sehen vor, dass jedes Tier ausreichend Auslauf im Freien zu gewähren ist. Umgangssprachlich wird die TierSchHuV deshalb auch als Gassi-Gesetz bezeichnet. Da Hunde ein großes Gemeinschaftsbedürfnis haben, müssen sie mehrmals täglich die Möglichkeit zu länger andauerndem Umgang mit der Betreuungsperson und regelmäßig Kontakt mit Artgenossen haben. Wenn sich mehrere Hunde auf einem Grundstück befinden, sind sie grundsätzlich in der Gruppe zu halten.
Die Verordnung trifft weiterhin Regelungen für die Haltung von Hunden außerhalb der Wohnung, wie z. B. auf einem Freigelände (§ 4) oder in Zwingern (§ 6). Außerdem werden allgemeine Bestimmungen über das Halten in Räumen getroffen (§ 5).
In § 7 TierSchHuV wird die Anbindehaltung im Grundsatz verboten. Außerdem werden Anforderungen an die Fütterung und Pflege von Hunden geregelt (§ 8).
§ 3 TierSchHuV macht Vorgaben, die beim Züchten von Hunden zu beachten sind.
§ 12 TierSchHuV enthält sodann Ordnungswidrigkeitenvorschriften, nach denen besonders verwerfliche Verhaltensweisen gegen die Vorgaben der TierSchHuV mit einem Bußgeld belegt werden können. Die in § 12 Abs. 1 genannten Verstöße können (durch Verweis auf § 18 des Tierschutzgesetzes) mit Bußgeldern bis zu 25.000 Euro, Verstöße gegen § 12 Abs. 2 immerhin noch mit einem Bußgeld bis zu 5.000 Euro geahndet werden.